# TOMORROW (ラジオ番組)
TOMORROW（トゥモロー）は、2006年4月3日から2007年9月27日までJ-WAVEで放送されていたラジオ番組。

## 概要・特徴
- 番組タイトル通り「明日」に注目した情報番組。
- 公式ホームページではライブカメラによる同時生中継もされていた（ただし、スタジオ内の映像のみで音声はなし）。2007年8月からはFOMAから携帯電話向けのホームページからでも見ることができた。
- 生放送であるが、一部収録であるため「ほぼ生放送でお送りしております」というような表現をすることが多々あった。
- インターネットを多用しており、なにか情報を言った後に「と、インターネットに出てました」「と、インターネットに載ってました」などと言うことが多い。また、リスナーからのメールに対して、そのメールには書かれていない詳細な情報や真偽などを調べてから「インターネットで調べました」と言って紹介することもある。ちなみにWikipediaから情報を得ることも多々あった。
- 火曜日のみ「脳で聞く新感覚ラジオプログラム」「総天然色・カラー・ワイド・ステレオ放送」というキャッチコピーを使用する。
- 2006年11月23日の放送はJ-WAVEが運営するインターネットラジオ放送局のBrandnew Jで、翌年1月1日のサイマル放送開始に先駆けて試験的に配信。この日はBrandnew Jのリスナーからのご当地自慢メッセージを番組内で募集し、その中から各都道府県ごとに10名ずつポストカード（番組内ではベリカードと呼称しており、デザインはベリカードの体裁をとっている）がプレゼントされた。権利の都合上選曲は一部音楽出版社の楽曲に限られ、各種ジングルもこの日独自のものを使用した。
- J-WAVEの番組の中では、2ちゃんねるのラジオ実況板でのレスポンス数が多い番組のひとつである。また、火曜日は実況板を意識した発言もみられ、某ネット掲示板としてスレッドを閲覧しながら聴取することを薦められることがある。

## 放送時間
- 月曜-木曜 22:00-23:45

2007年1月1日からはBrandnew Jでもサイマル放送されていた。

## 出演者
ナビゲーター
- 金剛地武志

代理を担当したナビゲーター
- TAKEMURA（竹村あきら SNAIL RAMP） （2006年9月4日-7日）

金剛地がフィンランドで開催されるエア・ギターの世界大会に出場のため。
その他
- 澤田達哉 （レポーター）
- 小島よしお - 準レギュラー候補として隔週火曜に出演

## コーナー・内包番組
番組終了時
- オープニング〜タイトルコール

作家が曜日によって異なるため、日によって内容が異なる。
- 22:15- TONIGHT TOPIC

「明日使える注目の話題」を紹介
- 22:25- ROPPONGI JUNXION

2006年5月15日より開始。週替わりのゲストを招いてのトークコーナー（別収録）。
- 22:40- ヘッドラインニュース・ウェザーインフォメーション

上野千奈美（月・火曜）、木次真紀（水曜）、多田記子（木曜）の三人が担当。天気予報終了後に金剛地とその日のテーマに合った会話が若干ある。なお、この時間中はライブカメラが金剛地ではなくアナウンサーを映す。
- 22:45-22:55 olio ANIMIX THEATER

2007年1月1日開始。新感覚アニメラジオドラマと謳い、「宮田さんの家 〜All about the Miyata family〜」を放送する。olio（オーリオ）とはオリンパスのエンタテイメントWebサイトのこと。
- 23:00-23:10 ENTERTAINMENT EXPRESS

2006年4月から2006年9月は東海林舞、2006年10月から2007年7月までは金子桃が担当。同年8月以降は金剛地が担当し中野めぐみがレポーターとして出演。金剛地の担当後は内包番組ながらTOMORROWの1コーナー扱いとして進行した。当番組開始以前はJAM THE WORLDに内包されていた。
- 23:40- 二十歳（はたち）の頃
  - 日替わりのゲストが、自身の二十歳の頃を振り返る。別収録で金剛地との絡みはなし。このコーナー終了後にすぐ番組終了となるため、このコーナーの直前が実質番組の締めとなる。このコーナー自体は、2007年10月より開始した後番組である「PLATOn」に受け継がれている。
  - コーナーオープニング曲「MAKE A RAINBOW」(BENNY SINGS)
  - コーナーエンディング曲「やさしいうた」（スネオヘアー）

### REPORT
不定期コーナーで、主に水曜23:30ごろから。フリーアナウンサーの澤田達哉が話題の場所や気になる場所へ出向きスタジオと中継を繋いでレポートをする。またスペシャルウイーク期間中は澤田が1週間通しての挑戦企画を行うことが多い。
- 「ワールドカップ各国料理を食べちゃおう」シリーズ
- 澤田達哉の素肌にトラップ
- 山手線時計回り耐久レース（スタート：渋谷ハチ公前、ゴール：J-WAVEケヤキ坂スタジオ）（2006年8月21日-同年8月24日）
- わらしべ達哉は藁をも掴む（2006年10月9日-同年10月19日）
- ツルに願いを…澤田達哉のWISHING ON 千羽鶴（2006年12月4日-同年12月7日）
- TOMORROW体操（毎週水曜、2006年9月20日-2007年3月28日）
- 24 -TWENTY FOUR-東京鬼ごっこ（2007年4月9日-同年4月19日）
- 明日にかける"足"　チームTOMORROW 32DAYS トライアル！（2007年4月30日-同年5月31日）
- 世界屋上（2007年8月20日-同年23日）
- TOMORROW体操（毎週水曜および最終回、2007年9月5日-同年9月27日）

### 終了したコーナー
- INFORMATION OVERLOAD
  - 2006年4月から同年12月まで22:50ごろから放送されていた。放送日の翌日の情報（記念日や有名人の誕生日・命日、首都圏のイベント情報など）を金剛地がエコーを多めにかけ、エフェクターに乗せて叫ぶように紹介するコーナー。コーナー終了直後の放送楽曲もここに連動する。
  - またコーナーの最後は必ず下記のフレーズで締めくくられる。

「そうなんです。誰にだって明日は平等にやってくる。いずれにしても私は強く願いたい。明日がよき日であることを。今日という日があと残すところ、○分（と○秒）しかない中で、私は明日を見つめながら、今日に見つめられていたりするのです。ありがとう○月○日（今日の日付）、そしてこんにちは○月○日（翌日の日付）。明日という日を生きる私たちに、幸、多かれ。」
- - 2007年1月1日からは同コーナーが放送されていた時間に「olio ANIMIX THEATER」が始まったため、このコーナーは実質終了の形になった。ただし終了後もフレーズだけは継続する形で、「ENTERTAINMENT EXPRESS」が終了した直後の23:10ごろ金剛地がエコー多めで叫んでおり、有名人の誕生日などに関しても同年1月2日以降に復活している。概要にある某ネット掲示板の実況民の間では当コーナーの復活を望む声が多かった。番組最終週となった2007年9月24日から9月27日には11時台に復活。最終回の最後は「誰にだって明日は平等にやってくる。明日という日を生きる私たちに、幸、多かれ。」であった。
- BRAND-NEW STYLE TOKYO

22:15ごろから。注目の商品や面白い商品を紹介。火曜日はおもに音楽。水曜日は「TOMORROW言葉ニュースフラッシュ」と題し、その日に入ったニュースな話題を解説。
- Coca-Cola J-WAVE LIVE SPRING! on AIR!

2006年4月から同年5月11日までの期間限定番組として放送。「Coca-Cola 120th ANNIVERSARY J-WAVE LIVE〜SPRING!」および「Coca-Cola J-WAVE LIVE〜SPRING!@ROPPONGI HILLS ARENA」（ともに2006年5月7日開催）に出演するミュージシャンをゲストに招いてのトーク。イベント終了後にはライヴ音源を放送していた。

## その他
- トリコロール研究所

番組内での金剛地およびゲストの声を、音楽にのせラジオ・ドラマ風にコラージュした番組発の音楽作品。随時新作が製作されている。火曜日でのみオンエア。
- スクラッチニュース

金剛地がナンセンスな話題をニュース風に読み上げたものを、DJプレイのスクラッチのように継ぎ貼りして編集したもの。
- おじいちゃんCD

2006年11月7日放送分のBRAND NEW STYLE TOKYOコーナーで取り上げた『おにいちゃんCD』 にちなみ、様々なシチュエーションをリスナーから募集し、それぞれのシチュエーションに応じた金剛地の「おじいちゃん」という声をサンプリング・コラージュした音楽作品。
- マウンテンソング

『いじめ撲滅・自殺反対』を掲げるパフォーマー・登天ポール のポジティブなメッセージソング。主に火曜日でパワープレイ。登天ポールは2007年5月11日付からTOMORROW公式サイトにて『いじめ撲滅、自殺反対キャンペーン』全国行脚の旅ブログをアップしていた。

## テーマ曲
- Comin' Home Baby （マイケル・ブーブレ） - インストゥルメンタルバージョンを使用

## 番組が放送されていた放送局
- J-WAVE

以下はJ-WAVEをサウンドプラネット経由で再送信しているコミュニティFM局。本来、J-WAVEの番組は首都圏向けの放送なので、以下の放送局で再送信されるときは首都圏の天気予報などもそのまま放送されるが、CMは"olio ANIMIX THEATER"のオリンパスを除き契約上の問題からカットされる（Brandnew Jも同様、2007年1月より）。なお、当番組のCM中に流されるフィラー音楽はBrandnew Jと同時放送に配慮してなのか、当初はTOMORROW（後にOH! MY RADIO）向けに作られたものだったが、2007年下半期ごろからBrandnew Jと同時放送番組以外のすべての番組にこのフィラー音楽が使用されている。
- FMアップルウェーブ
- Be FM
- ラヂオもりおか
- せんだいラジオ3
- FMいずみ
- BAY WAVE
- ハーバーRADIO
- エフエムポコ
- SEA WAVE FMいわき
- FM会津

- FMぜんこうじ
- いいだFM iステーション
- ラヂオは～と
- エフエムながおか
- ラジオ・ミュー
- City-FM
- たんなん夢レディオ
- FM-Hi!
- FM Haro!
- Radio f
- Port WAVE

- FM GENKI
- FMくらしき
- Hiroshima P-station
- RADIO BINGO
- FM NANAKO
- FM815
- Whale Station 76・2
- Dreams FM
- City FM 764
- FRIENDS FM762

- FMちゃたん※火曜のみ
- Southern WAVE FM みやこ